# Barnhusbron

Barnhusbron är en bro i centrala Stockholm, som förbinder stadsdelarna Norrmalm och Vasastan med Kungsholmen och spänner över Barnhusviken och Klarastrandsleden. 
Barnhusbrons fortsättning på Norrmalm är Tegnérgatan och på Kungsholmen är det Scheelegatan. Barnhusbron byggdes 1969 och kompletterade så två äldre broar över Barnhusviken, 
Sankt Eriksbron och Kungsbron.

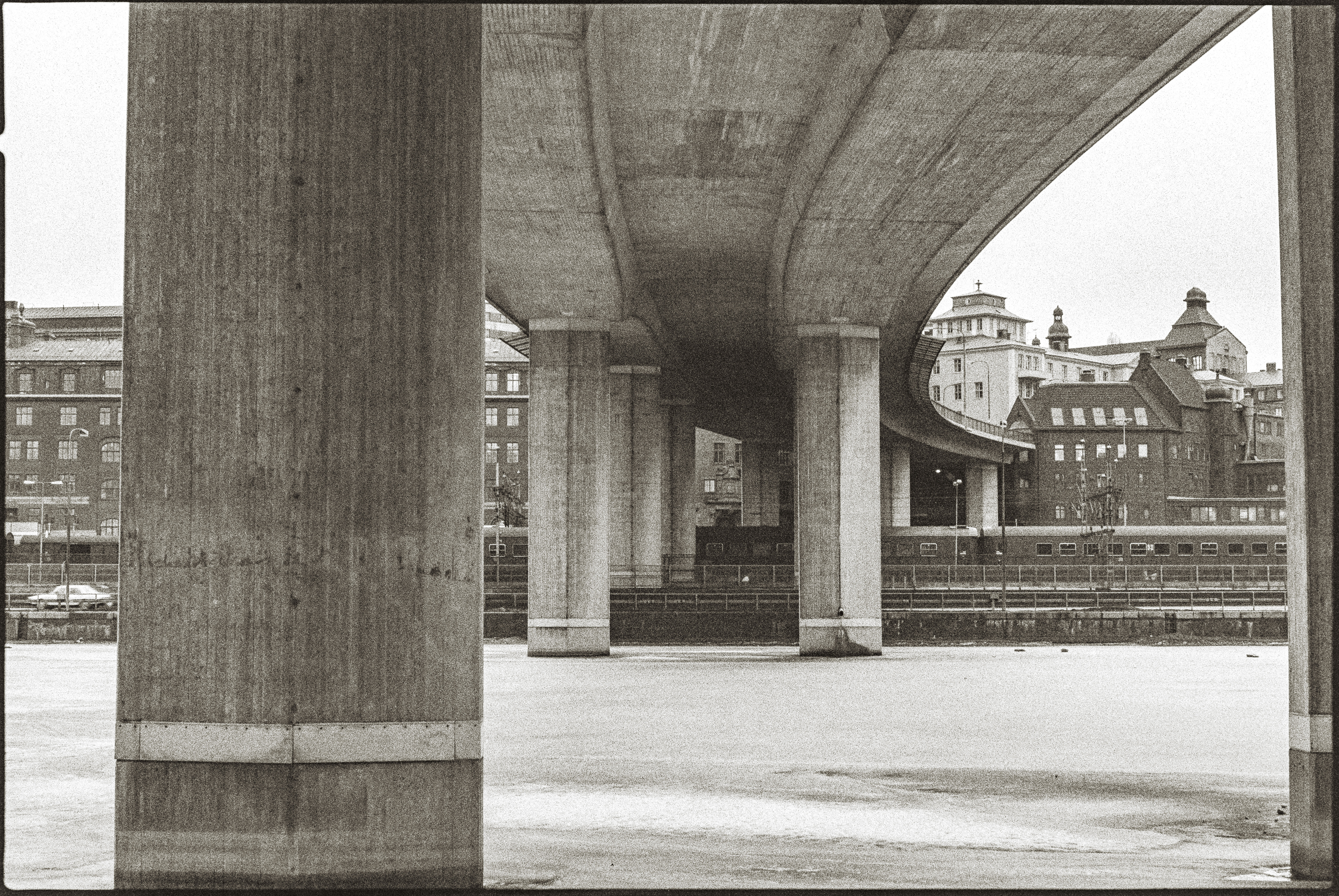
Bron från Kungsholms Strandstig mot Norrmalm den 25 mars 1985. Den mörka byggnaden till höger i bild är riven och ersatt med ett nytt hus.

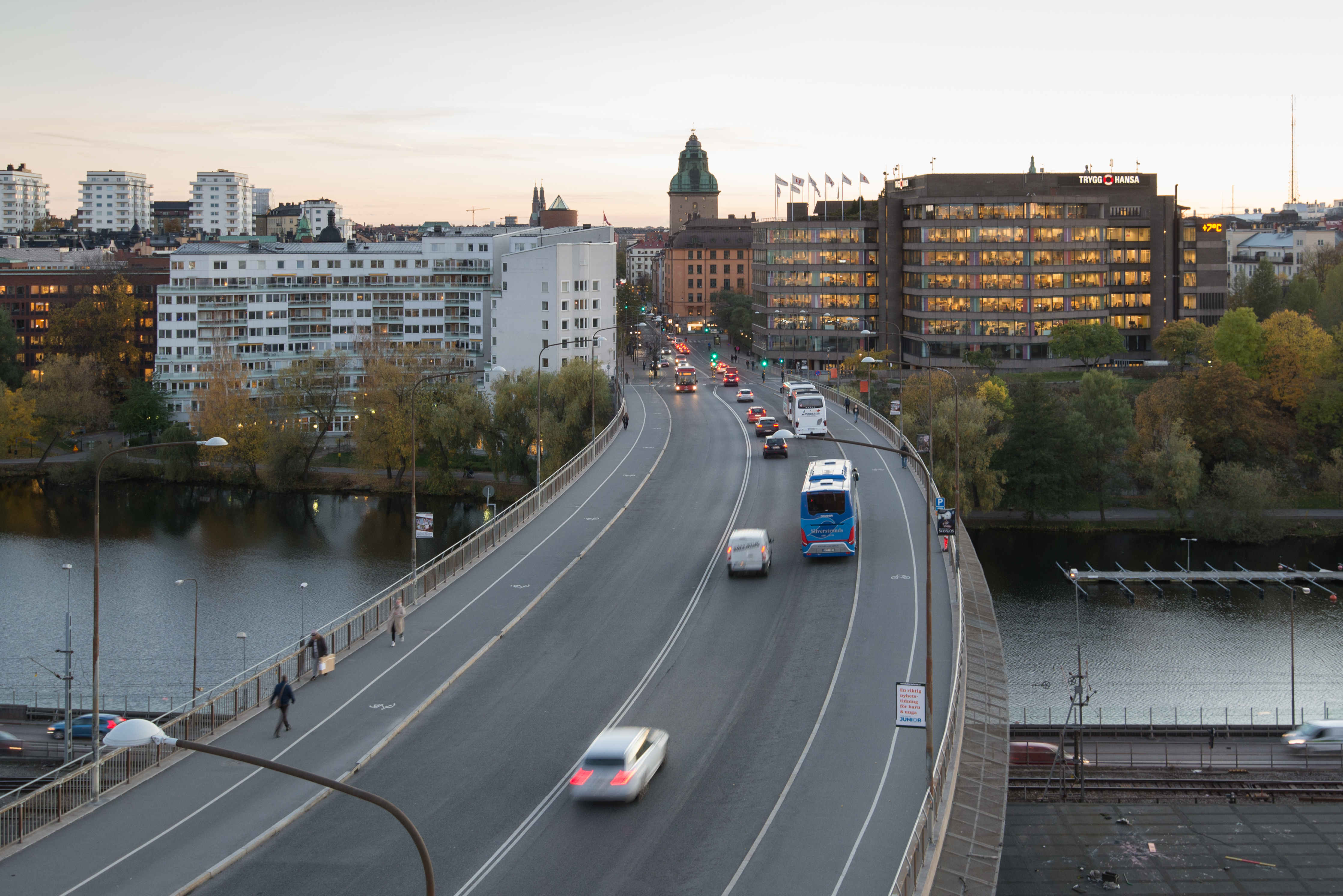
Bron sedd från Stockholms vattens byggnad med Kungsholmen i bakgrunden.

Barnhusbron är en betongkonstruktion som är 290 meter lång och 23 meter bred. Längsta spannet är 64,5 meter långt. Barnhusbron projekterades som en del av den aldrig förverkligade Rådmansleden, vilket förklarar dess något överdimensionerade bredd. En del av brons yta nyttjas numera för bussparkering. I projektet för Rådmansleden kallades bron ”Tegnérbron” och var en av tre planerade broar över Barnhusviken i en stor gemensam trafikplats. Även den höga höjden på bron beror på en icke förverkligad plan - att förlägga Klarastrandsleden på en viadukt över järnvägsspåren.
Barnhusbron har liksom Barnhusgatan sitt namn efter det barnhus för föräldralösa barn som fanns fram till 1885 i lokaler inom östra delen av nuvarande kvarteret Barnhuset.